# William S. Gilbert

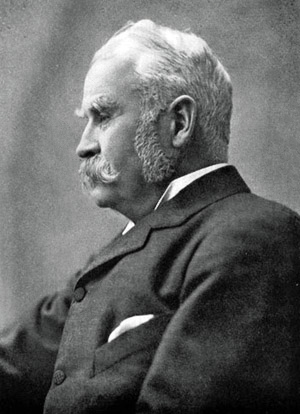
W. S. Gilbert

Sir William Schwenck Gilbert (n. 18 noiembrie 1836, Londra, Regatul Unit al Marii Britanii și Irlandei – d. 29 mai 1911, Grim's Dyke⁠(d), Anglia, Regatul Unit al Marii Britanii și Irlandei) a fost un poet, dramaturg și libretist englez.
Scrierile sale se caracterizează printr-un puternic spirit ironic în reprezentarea moravurilor societății engleze, fiind un precursor al lui Oscar Wilde.

## Opera
- 1866: Dulcamara
- 1869/1873: Baladele lui Bab ("Bab Ballads")
- 1870: Palatul adevărului ("The Palace of Truth")
- 1871: Pygmalion și Galateea ("Pygmalion and Galathea")
- 1879: Pirații din Penzance ("The Pirates of Penzance")
- 1882: Iolanta – operă comică
- 1885: Micadoul ("The Mikado").